# Các chương của cuộc đời (sách)
Các chương của cuộc đời là một cuốn sách viết bởi Lobsang Rampa, xuất bản năm 1967 bởi nhà xuất bản Corgi Book, Luân Đôn, Anh.

## Tóm tắt

### Chương 1: Nhà lãnh đạo sắp tới
Mở đầu cuốn sách, Rampa tiên đoán sẽ có một nhà lãnh đạo thế giới sắp sửa ra đời vào khoảng năm 1985, và đến năm 2005 sẽ đi rao giảng khắp thế giới. Theo ông thì trong lịch sử của tất cả các tôn giáo của thế giới đều có nói đến sự tái lâm của vị này. Theo Phật giáo thì Phật Thích Ca Mâu Ni là giáo chủ thứ nhất, Phật Di Lặc là vị Phật sẽ tái lâm; theo Thiên chúa giáo thì cũng có sự tái lâm của Chúa Jesus. Tuy nhiên, ông cho rằng đó là vị giáo chủ thứ 10 trong Chu kì tồn tại này, được gọi là chu kì Kali, theo Ấn Độ giáo. Mỗi chu kì kéo dài khoảng 864 000 năm.

### Chương 2-3: Nhiều cõi thế giới khác nhau
Ông cho rằng có nhiều thế giới song song tồn tại, và thật ra thế giới chúng ta có chín chiều (không gian thông thường có 3 chiều). Các chiều không gian cao hơn có các tần số rung động cao hơn khả năng nhận biết của người bình thường.
Ông cũng đưa ra khái niệm Overself (còn được gọi là Soul, Atman, Spirit): một Overself được cho là có chín vía ở trong chín thân xác khác nhau. Các thân xác này trải qua các kinh nghiệm đời sống khác nhau ở các nơi khác nhau (có thể là ở các thế giới khác nhau). Bằng cách này, một Overself có thể cùng một lúc trải qua giàu sang và nghèo khó, đau khổ và sung sướng. Một người trong kiếp sống này có thể là một hoàng tử và kiếp sống sau là một kẻ ăn mày, tùy theo kinh nghiệm nào mà Overself muốn trải qua. Theo ý này, mỗi người chỉ là một con rối của Overself mà thôi, và chỉ có 10% là nhận thức được, còn 90% là ẩn trong tiềm thức. Mỗi chu kỳ sống của một Overself là khoảng 72 000 năm.

### Chương 4: Nhiều chiều không gian
Ông cho rằng Einstein đã không đúng khi cho rằng không có vật chất nào có thể du hành với tốc độ của ánh sáng. Bằng cách du hành dưới dạng astral (xuất hồn), phần hồn (astral body) của người tu tập cao có thể du hành với tốc độ của ánh sáng.

### Chương 6-7: Một thế giới mà chúng ta phải ghé thăm
Trong chương 6 và 7 ông nói về những kinh nghiệm mà người vừa chết sẽ phải trải qua. Phần hồn của người vừa qua đời sẽ thoát ra khỏi xác và nhập vào cõi trung giới (lower astral). Tại đây, hồn sẽ nghỉ ngơi trong một thời gian và gặp gỡ những linh hồn khác. Hồn của người qua đời, sau thời gian nghỉ ngơi, sẽ được dẫn vào Sảnh đường Ký ức (Hall of Memories), nơi những sự kiện của các kiếp sống trước được ôn lại.
Sau khi ôn lại tất cả những lỗi lầm trong cuộc đời vừa trải qua cũng như trong các kiếp sống trước, hồn đó sẽ gặp những người hướng dẫn của mình, cũng tương tự như các viên chức Tư vấn về nghề nghiệp trên mặt đất. Sau cuộc gặp đó, các điều kiện và hoàn cảnh sẽ được đặt ra để người đó có thể đầu thai trở lại trong cơ thể của một hài nhi, có thể là nam hay là nữ. Một người có thể là nam trong kiếp sống này và là nữ trong một số kiếp khác, tùy vào dạng bài học nào mà người đó muốn học trong cuộc đời.
Sau vô vàn kiếp sống trên mặt đất, sẽ đến một thời điểm mà người đó không phải đầu thai lại nữa. Thông thường kiếp sống cuối cùng trên mặt đất là kiếp sống bất hạnh nhất, với nhiều đau khổ phải trải qua, bởi vì đó là cơ hội cuối cùng để học hỏi vì khi không còn thân xác sẽ không còn học được điều gì nữa.

### Chương 8: Thiền định
Trong chương này, Rampa bàn về thiền định (meditation) và khái niệm Nirvana. Ông cho rằng người phương Tây thường lầm lẫn cho rằng Nirvana là một trạng thái mà không còn thứ gì tồn tại, không trí nhớ, không hành động, chân không tuyệt đối. Theo ông thì những vị Guru tìm Nirvana là tìm cách loại bỏ những dục vọng không đúng đắn, loại bỏ tham, giận, kiêu căng và các lỗi lầm khác. Người đã đạt đến Sự Khai sáng (Enlightended One) cố gắng loại bỏ các tình cảm xấu và không tốt, để phần hồn của họ có thể được nâng lên và thoát ra khỏi thân xác tùy ý muốn. Trước khi một người có thể xuất hồn đi với chủ ý người đó phải làm cho ý nghĩ của mình trở nên trong sạch, và họ phải chắc chắn rằng họ không xuất hồn đi chỉ để thỏa tính tò mò hay là tọc mạch vào chuyện riêng tư của người khác. Điều tối quan trọng là trước khi có thể xuất hồn đi một cách có ý thức người đó phải loại bỏ tất cả dục vọng và lòng ham muốn.
Ông cũng nói một đoạn về vấn đề tình dục, nếu như một người nam và một người nữ có quan hệ tình dục chỉ vì dục vọng của thú vật, màu sắc aura của họ sẽ bị tối đi và sự dao động của luồng aura sẽ yếu đi. Nếu như có tình yêu thật sự giữa hai người thì quan hệ tình dục bình thường sẽ làm tăng cường dòng aura của hai người. Điều này được minh họa trong các tranh vẽ ở trong đền thờ ở Ấn Độ và Tây Tạng.
Thiền định, theo Rampa, là một dạng đặc biệt của việc tập trung tư tưởng và là những cách rèn luyện đầu óc, để hình thành một cách nghĩ của đầu óc. Thiền là một dạng ý nghĩ trực tiếp có thể giúp ta cảm nhận thông qua tiềm thức và các hệ thống khác mà ta không cảm nhận được bằng cách cách thức khác. Thiền là hết sức quan trọng vì việc đó làm thức tỉnh đầu óc lên đến những tầng nhận thức cao hơn, và cho phép đầu óc có thể truy nhập tự do hơn vào tiềm thức, cũng như một người có thể có một thư viện lớn để tra cứu cho những thông tin đặc biệt. Ông nói sẽ là vô ích nếu như thiền theo những hướng dẫn trong một cuốn sách viết ra bởi một tác giả không biết thiền.

### Chương 9: Xuất hồn
Rampa cho rằng hầu như ai cũng xuất hồn (astral travel) một cách vô ý thức lúc chìm vào giấc ngủ. Thế nhưng việc xuất hồn đi tùy ý muốn lúc thức tỉnh là một việc rất khó, chỉ những ai hoàn toàn loại bỏ dục vọng và những ý muốn xâm phạm đời tư hay tìm cách điều khiển cuộc sống người khác mới làm được. Khi xuất hồn đi, phần hồn vẫn được nối với thân xác bằng một sợi dây bạc (Silver Cord).
Bằng cách xuất hồn có ý thức, những người Hindu từ 10 000 năm về trước đã có khả năng du hành lên Mặt Trăng, Mặt trời, các hành tinh và các ngôi sao khác và mô tả lại các cảnh giới đó trong các kinh sách Hindu. Đương nhiên, phần hồn không bị ảnh hưởng bởi nhiệt độ và khí quyển không phù hợp cho thân xác con người ở những nơi khắc nghiệt đó. Ông cho rằng các nhà khoa học hiện nay chỉ chơi đùa với các loại tên lửa không có khả năng du hành xa hơn Hệ Mặt trời.
Trong cõi astral, ông cũng nói rằng những người tu tập cao có khả năng viếng thăm các thư viện đặc biệt gọi là Akashic Record liên quan đến những vấn đề lịch sử hay là Record of Probabilities dự đoán những vấn đề tương lai. Tuy nhiên, thời gian trong cõi astral và thời gian trên Mặt đất là khác nhau, nên các so sánh về thời gian có thể không chính xác, do vậy chỉ nên tập trung vào sự kiện là chính. Tuy nhiên điều này không có nghĩa là tương lai đã được định sẵn trước, thế nhưng những sự kiện lớn là được định trước.

### Chương 10: Cơ thể con người
Trong cơ thể con người, có 7 trung tâm nối kết với Overself được gọi là các chakra (luân xa). Từ đỉnh đầu xuống dưới là:
- Sahasrara Chakra: điều khiển tâm linh, thường được nói đến như là Hoa sen ngàn cánh.
- Ajna Chakra: điều khiển tâm trí, liên lạc trực tiếp với Overself.
- Visudha Chakra: điều khiển miệng và lời nói.
- Anahata Chakra: điều khiển cảm giác và những gì ta đụng chạm vào.
- Manipura Chakra: liên quan đến lửa.
- Swadhishatana Chakra: liên quan đến nước.
- Mooladhara Chakra: liên quan đến đất, nơi chứa Kudalini. Kudalini thật sự điều khiển lực sống của con người.

Mỗi phần của cơ thể con người đều nối kết với phần cơ thể astral của người đó thông qua các chakras này. Trong tủy sống có hai tuyến dẫn năng lượng sống từ Kudalini gọi là Ida (ở phía trái) và Pingala (ở phía phải).